# Lijst van fietsfabrikanten en -importeurs in Nederland
Dit is een lijst van fietsfabrikanten en -importeurs in Nederland.
Het materiaal voor de fietsen wordt door de meeste fabrikanten van anderen betrokken en niet zelden geïmporteerd. Tot voor kort werden nog wel de meeste (stalen) frames in eigen huis gelast of gesoldeerd. Het buismateriaal voor de frames werd echter ook vaak door derden geleverd. Inmiddels zijn de meeste frames van aluminium en deze worden in toenemende mate compleet geleverd door fabrikanten uit Azië. Slechts een handvol, vooral kleinere, fabrikanten, blijven de frames zelf lassen of solderen.
Er zijn in Nederland een aantal fietsfabrikanten actief en niet meer actief, waaronder:
- Accell Group (Heerenveen) met de merken:
  - Batavus (Heerenveen)
  - Babboe (Amersfoort)
  - Burco (Amsterdam)
  - Koga-Miyata (Heerenveen), een Nederlands merk, dat zijn frames betrekt van het Japanse Miyata (soms naar eigen specificaties) en hier afbouwt
  - Sparta (Apeldoorn)
- Antec (Arnhem), elektrische fietsen
- Azor (Hoogeveen)
- Bikkel Bikes (Nederweert)
- BSP (Utrecht)
- Cervélo, opgericht door Gérard Vroomen en de Canadees Phil White, tegenwoordig in handen van Pon Bicycle Group (Amsterdam)
- Duell (Hoek van Holland), een kleine fabriek die zich toelegt op hoogwaardige (stalen) raceframes
- Empo (Vorden)
- Fongers (Groningen)
- Giant (Lelystad) een van de elf Giantfabrieken
- Gazelle (Dieren)
- Gaastra (Wachtberg)
- Intersens (Almelo), Sensa fietsen
- Jan Janssen, levert naar wens opgebouwde fietsen (met het merk "Jan" voor mountainbikes)
- Koga (Heerenveen)
- Multicycle (Ulft)
- RIH/Cové (Amsterdam/Venlo)
- Union (Ommen)
- VanMoof (Amsterdam)
- Veeno (Bedum)
- WorkCycles (Amsterdam)

## Importeurs
- Concorde
- Kronan (Amsterdam), Kronanfietsen worden geïmporteerd uit Zweden
- Trek (Harderwijk/Wijchen)

## Gespecialiseerde winkels
Een handvol gespecialiseerde winkels is in staat in eigen beheer hoogwaardige frames onder eigen naam te bouwen, die naar wens van de klant worden afgebouwd. Het gaat hierbij doorgaans om frames die geoptimaliseerd zijn voor wielrennen of fietsvakanties. Hieronder vallen onder andere:
- Presto (Amsterdam)
- RIH (Amsterdam)
- Vittorio (Heerhugowaard)